# Břehule říční
Břehule říční (Riparia riparia) je tažný druh drobného pěvce z rodu břehule (Riparia) a čeledi vlaštovkovití, který hnízdí v holoarktické oblasti včetně Česka. Zimuje v Africe, Jižní Americe a jihovýchodní Asii. Globální populace je považována za málo dotčenou. V Česku je zákonem chráněná jako ohrožený druh a zároveň jde o jedinou zde žijící břehuli.
Utváří čtyři poddruhy, v Česku se vyskytuje subsp. R. r. riparia. Jde o 12 cm vysokého ptáka s krátkým zobákem. Svrchní strana těla a spodní strana křídel jsou šedohnědé, břicho a spodní část ocasu převážně bílé až na šedohnědý proužek na voleti. Je to společenský pták, který hnízdí koloniálně a táhne v hejnech, která se občas mísí s jinými vlaštovkovitými ptáky, typicky s vlaštovkou obecnou.
Jak už název druhu napovídá, hnízdí v hlinitopísčitých březích řek a dalších vodních toků. Ve střední Evropě i v řadě dalších oblastí však takovýchto přirozených stanovišť je už jen pomálu a drtivá většina české populace hnízdí v pískovnách a hliništích. Samec i samice si každoročně hloubí až 1 m dlouhou noru, na jejímž konci je umístěno klasické ptačí hnízdo. Samice klade 3–5 čistě bílých vajec, inkubují oba partneři po dobu kolem 13–15 dní. Ptáčata vylétávají z hnízda ve stáří 18–19 dní. Břehule říční se živí výhradně živočišnou stravou jako jsou vosy, dvoukřídlí, motýli nebo včely.

## Systematika
Formální popis druhu vyšel již v roce 1758 v 10. vydání Systema naturae švédského přírodovědce Carla Linného. Linné druh pojmenoval jako Hirundo riparia. V roce 1817 německý přírodovědec Johann Reinhold Forster vytyčil rod Riparia a břehuli říční určil za její typový druh. Tento rod se řadí k vlaštovkotivým. U břehule říční se rozeznávají čtyři poddruhy s následujícím rozšířením:
- R. r. riparia (Linnaeus, 1758) – Severní Amerika, Evropa a střední Asie;
- R. r. taczanowskii Stegmann, 1925 – jižní Sibiř, střední Mongolsko až po východní Sibiř;
- R. r. ijimae (Lönnberg, 1908) – Sachalin, Kurilské ostrovy, Japonsko;
- R. r. shelleyi (Sharpe, 1885) – Egypt.

Břehule říční byla po dlouho dobu považována za konspecifickou (náležící ke stejnému druhu) s břehulí bledou (Riparia diluta), která se vyskytuje od střední Asie po jižní Čínu. Vědci si ale již od počátku 50. let začali všímat, že oba taxony se od sebe liší vokálním repertoárem i morfologií. Bylo také pozorováno, že v místech smíšených kolonií se oba druhy mezi sebou nekříží. Klasifikace do dvou oddělených druhů definitivně potvrdila analýza DNA z roku 2008, podle které se oba druhy od sebe vydělily někdy mezi koncem pliocénu a středním pleistocénu.
Vědecké rodové a druhové jméno riparia pochází z latinského ripa neboli „břeh“. K českým lidovým názvům patří břehula, břehovka nebo břeháček. Ke starším českým odborným názvům patří štiříček břehový.

## Výskyt a početnost
Jde o pěvce, který má jeden z nejrozsáhlejších areálů výskytu z vlaštovkovitých ptáků. Hnízdní areál pokrývá většinu Severní Ameriky včetně Aljašky a Labradoru až po Texas a v Eurasii sahá od Skandinávie po Středomoří a od Britských ostrovů po severní Indii a jihovýchodní Čínu a některé ostrovy ve východním Pacifiku. V Africe obývá Egypt.
Jedná se o silně tažný druh, areál zimující populace se proto značně liší. Na území Jižní Ameriky zimuje hlavně na východ od And. Evropská populace včetně té české se na zimu vydává do Afriky, kde hlavní zimoviště druhu leží v Sahelu a v oblasti východní Afriky na jih až do Mosambiku. Sibiřská populace zimuje v jižní Africe a poddruh ijimae v kontinentální i ostrovní jihovýchodní Asii. Egyptský poddruh shelleyi zimuje v Súdánu, podél řeky Nil a podél pobřeží Černého moře.

### Výskyt v Česku

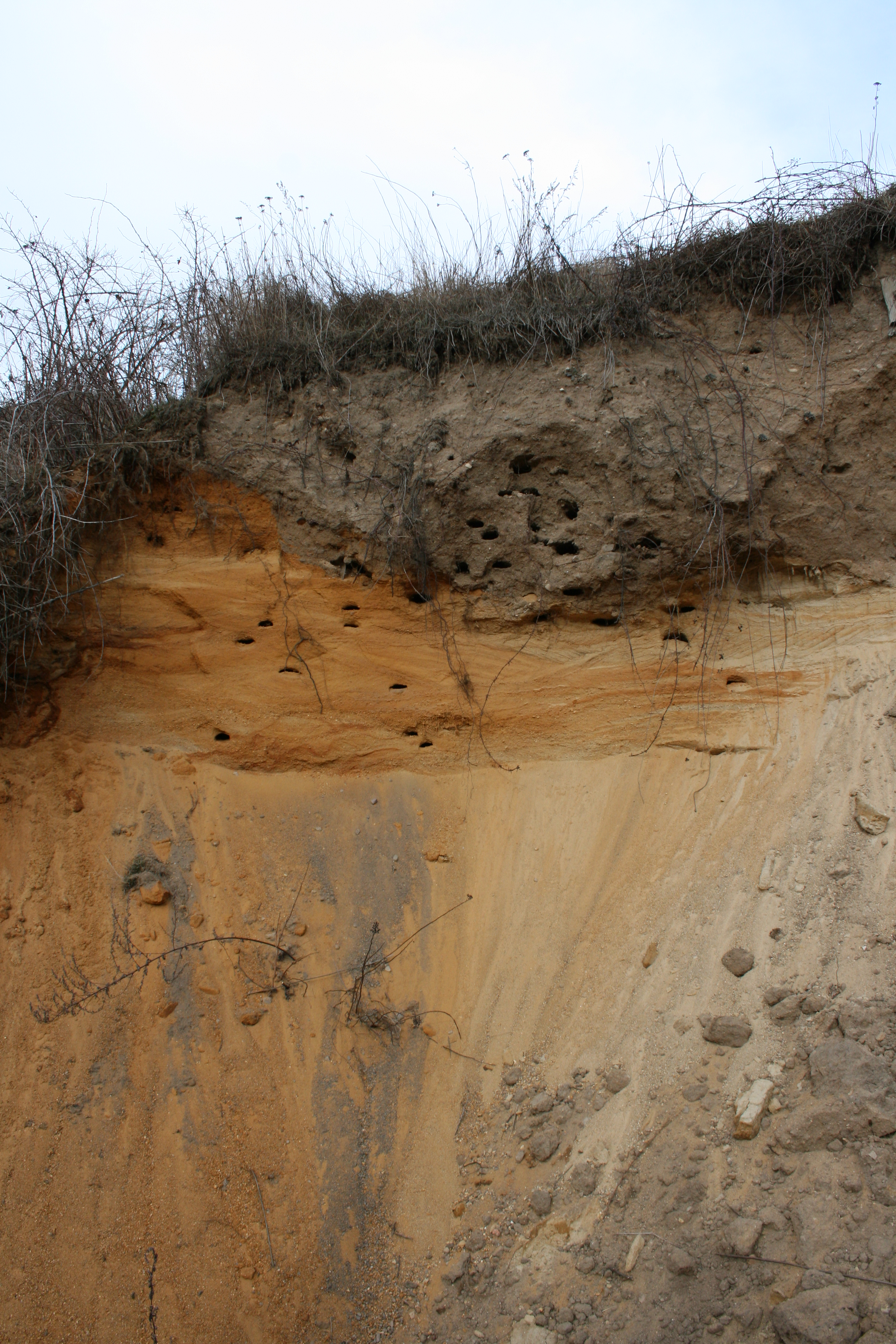
Hnízdiště břehulí říčních v pískové stěně v oblasti přírodní památky Pískovna na cvičišti

V Česku se vyskytuje evropský poddruh Riparia riparia riparia, který se též označuje jako břehule jižní holoarktická. Pravidelně zde hnízdí i protahuje. Břehule říční na českém území hnízdí hlavně v nízkých nadmořských výškách, nejčastěji do 450 m n. m. Nepřítomnost břehulí nad touto nadmořskou výškou patrně souvisí s nedostatkem hlinitopísčitých stěn, ve kterých si břehule staví své nory. Přirozená hnízdiště břehulí se nachází na dolních až středních tocích větších řek s dostatkem hnízdních příležitostí, k nimž patří řeka Morava, Labe nebo Odra a jejich přítoky. K roku 2013 bylo na území Česka přítomno kolem 100–150 kolonií břehulí říčních s odhadovanou populací 15–30 tisíc párů. Největší kolonie se nachází na jižní Moravě, kde kolonie mohou dosahovat velikosti i několika tisíc hnízdních párů. Odhaduje se, že pouze mizivé procento (snad kolem 3 %) českých břehulí stále hnízdí v přirozených říčních březích. Drtivá většina české populace hnízdí v pískovnách, hliništích nebo podobných člověkem vytvořených biotopech.

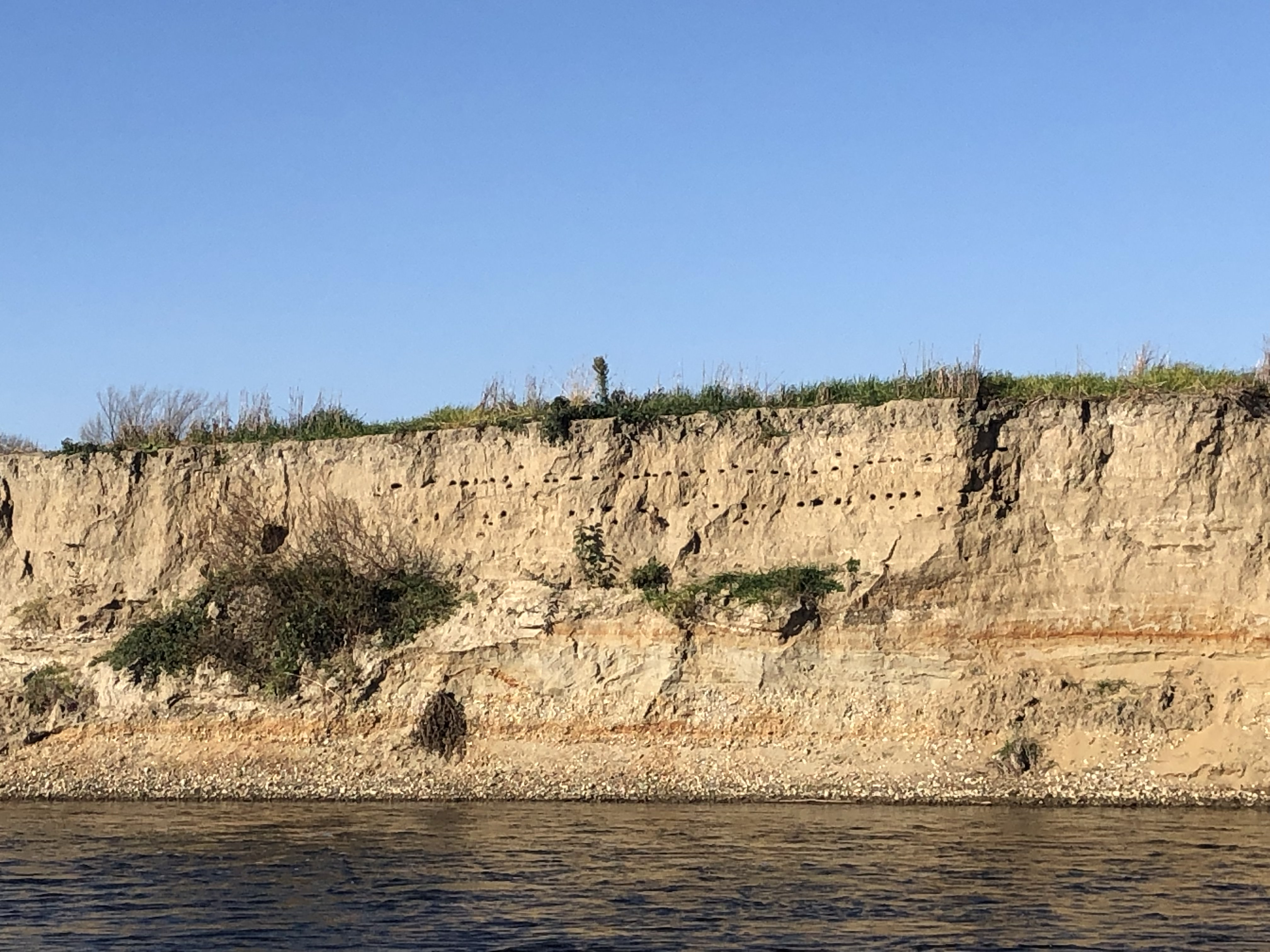
Hnízdní nory břehulí říčních v Hraničních meandrech Odry

V dávné minulosti české břehule hnízdily jen ve strmých hlinitopísčitých březích říčních toků. Ty se po každoročních povodních přirozeně obnovovaly, tzn. velká voda strhla strmý svah se staršími opuštěnými hnízdními norami břehulí, což jim velmi vyhovovalo, protože břehule nerady využívají staré nory a preferují si každoročně hloubit nory nové. Tato přirozená obnova hnízdišť se však začala razantně měnit v průběhu 19. století s tím, jak říční toky začaly být regulovány, napřimovány a jejich břehy zpevňovány, čímž břehule přišly o své přirozené hnízdní příležitosti a čím dál tím častěji začaly využívat alternativní možnosti. K těm v Česku a potažmo i celé Evropě patří hlavně pískovny. Občas břehule mohou zahnízdit i v mostním zdivu nebo v hromadách zeminy na staveništích. V takovýchto prostředích nicméně dochází k přímému konfliktu s lidmi. Po většinu 20. století břehule z hnízdění v pískovnách těžily a jejich početnost dokonce stoupala. Od 90. let ale početnost břehulí říčních na území Česka rapidně klesá. To bývá dáváno do souvislosti se zintenzivněním těžby v pískovnách, kde se nově začal písek těžit příliš rychle. Současně zanikla řada místních, tzv. selských pískoven, kde byl písek těžen pouze příležitostně a břehule měly dostatek času a prostoru v těchto místech zahnízdit a vyvést mladé. V novodobých pískovnách však břehule již mnohdy nemají časový prostor na to, aby stihly zahnízdit. V Jižních Čechách klesl počet kolonií břehulí říčních mezi lety 1999–2009 z 66 na 11, přičemž ani jedna z kolonií se nenachází v přirozeném říčním břehu.

## Popis

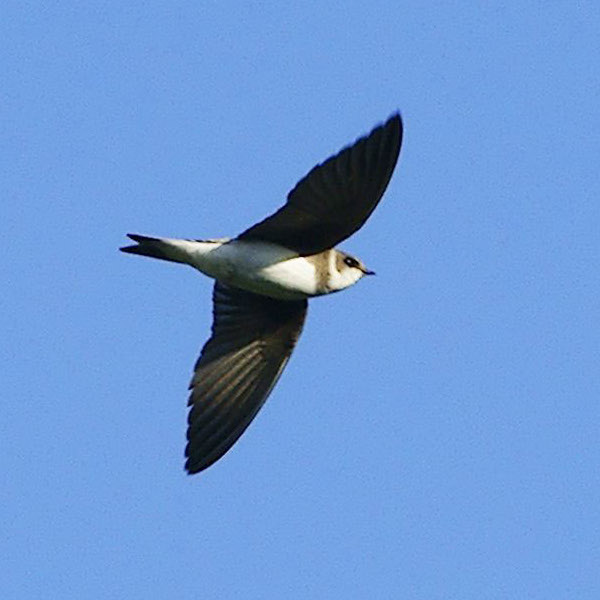
Břehule říční v letu s patrným jemně vykrojeným ocasem

Jedná se o drobného vlaštovkovitého ptáka nedosahujícího ani velikosti vrabce. Tvarem těla je břehule říční podobná jiřičce. Krátký ocas je však jen mělce vykrojený, ne tak hluboko jako u jiřičky. Zobák je krátký a široký. Křídla jsou v letu srpovitá. Šat dospělců je na horní straně hlavy a těla šedohnědý. Ocasní pera mají málo výrazný zelený odlesk. Od hrdla ke spodině je opeření převážně bílé, avšak horní část prsou překrývá hnědý příčný pásek, který rozděluje bělavé hrdlo a bělavou spodinu. Křídla jsou svrchu i zdola šedohnědá, přičemž krovky jsou ještě o trochu tmavší než letky. Samec i samice vypadají stejně. Zobák je černošedý, nohy a drápy šedé. Duhovky jsou hnědé. Šat mláďat se rozlišuje žlutými lemy hnědých per (zvláště na ramenních letkách a svrchních křídelních krovkách) a rezavohnědým hrdlem.
Délka těla se pohybuje kolem 12 cm. Křídlo je dlouhé 103–111 mm, ocas je dlouhý 48–57 mm (z toho prodloužené vidlice ocasu kolem 7–13 mm). Zobák měří 9–11 mm, běhák 10–10 mm. Váží 11–20 g.

## Biologie
Ve vzduchu se pohybuje pomocí třepotavého letu s občasný klouzáním. Oproti vlaštovkám obecným častěji využívá klouzavý let a nemění tolik směr v letu. Břehule je velmi společenský pták, který hnízdí, táhne a zimuje ve skupinách. Hlavně v případě chladného počasí se břehule sdružují do těsných hejn.
Hlas břehule je švitořivý, avšak poměrně nevýrazný. Ozývá se hlavně za letu, občas i v sedě. Hlasový projev připomíná tčerrp nebo tčerrip. Varovný zvuk zní jako brrit.

### Hnízdění

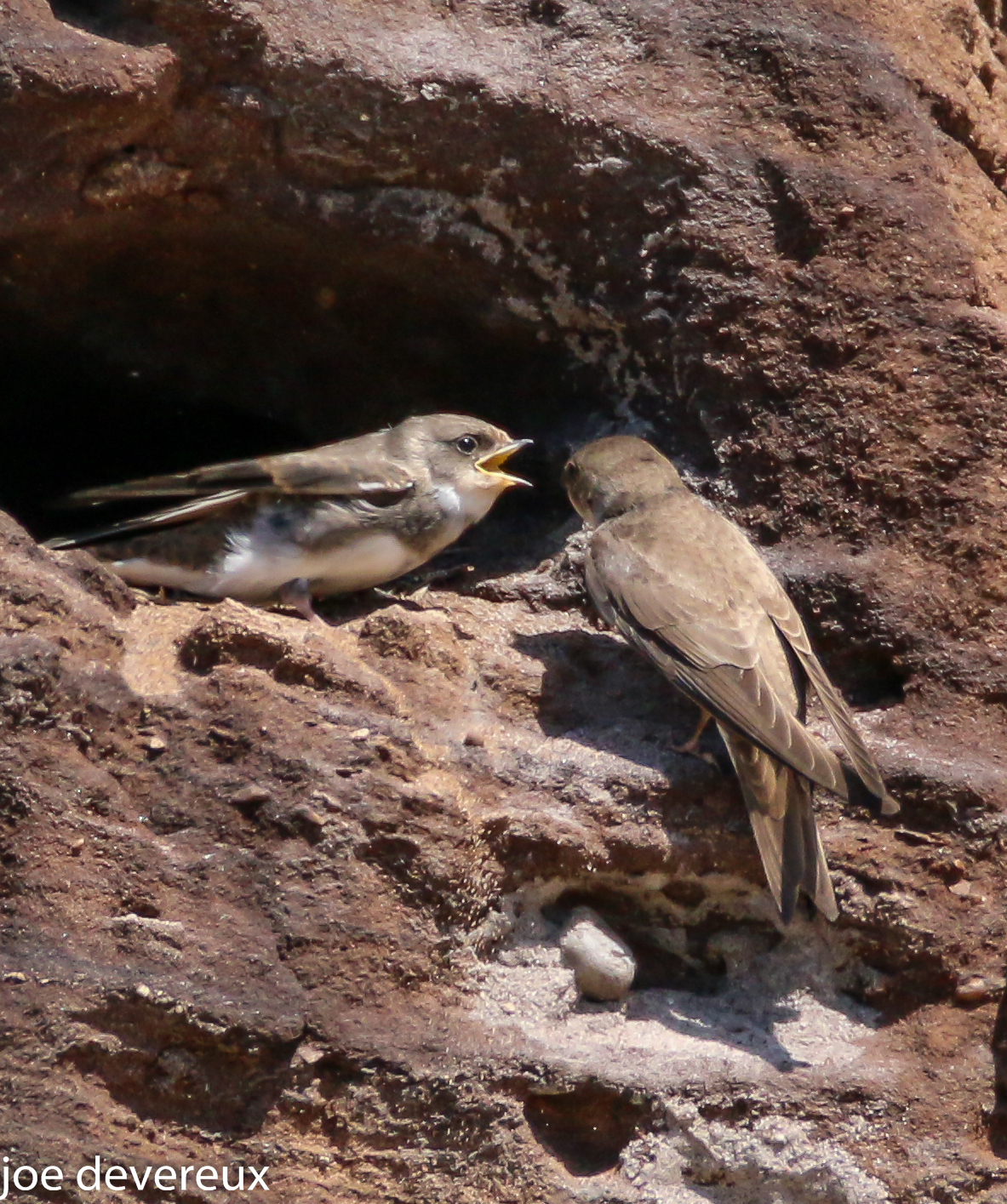
Nedospělá břehule (vlevo) s dospělcem u vchodu do hnízdní nory

Břehule říční přilétají do svých evropských hnízdišť v dubnu a květnu. Průměrná doba příletu břehulí do Spojeného království se mezi lety 1963–2010 opozdila v průměru o 17 dní, což bývá dáváno do souvislosti s globálním oteplováním. Obecně se dá říci, že břehule ze severnějších poloh zahnizďují dříve než břehule z nižších zeměpisných šířek. Hnízdění probíhá v koloniích, které mohou čítat i stovky až tisíce párů. Solitérní hnízdění je vzácné. Břehule hnízdí v norách ve vertikálním měkkém substrátu (strmé hlinitopísčité říční břehy, v Česku hlavně pískovny), které si samy vyhrabou. V rámci zemní stěny preferují vykopání nory v horních částech, což snižuje riziko predace pozemními predátory. Stěna bývá umístěna v těsné blízkosti vody. Hnízdní nory mohou být velmi blízko u sebe, často je dělí jen 30 cm. Břehule preferují každoroční vyhrabání nových nor, aby se tak vyhnuly parazitům.

S vyhrabáním nory začíná nejdříve samec, který si v rámci vertikální stěny vybere lokaci nory a začne hrabat. Pomáhá si nejdříve zobákem, později i nohama a křídly. Jakmile vyhrabe prvních cca 30 cm, začne do nory lákat samici zpěvem a vizuálními prvky jako čechrání peří na hlavě a na krku nebo rozvibrováním stažených křídel. Samec často předvádí krouživé lety kolem nory. Jakmile dojde k nalákání samice, pokračují s vyhrabáváním nory oba partneři. Někdy hrabou tutéž noru i více břehulí najednou (3–6). Vyhrabání hnízdní nory je intenzivní proces, který břehulím zabere 3–4 dny. Hloubka výsledné nory je kolem 50–100 cm. Vzácně mohou zahnízdit i ve štěrbinách zdiva, drenážních trubkách nebo jiných úzkým děrách a puklinách, případně i norách vyhrabaných jinými ptáky. Břehule říční si dokáží své nory vyhloubit i v oblastech s trvale zmrzlou půdou. Na východní Sibiři bylo pozorováno, že břehule si pro svá hnízdiště vybírají svahy s jižní orientací, kde horní vrstva půdy rozmrzá do hloubky dostačující břehulím k vyhloubení hnízdní nory.

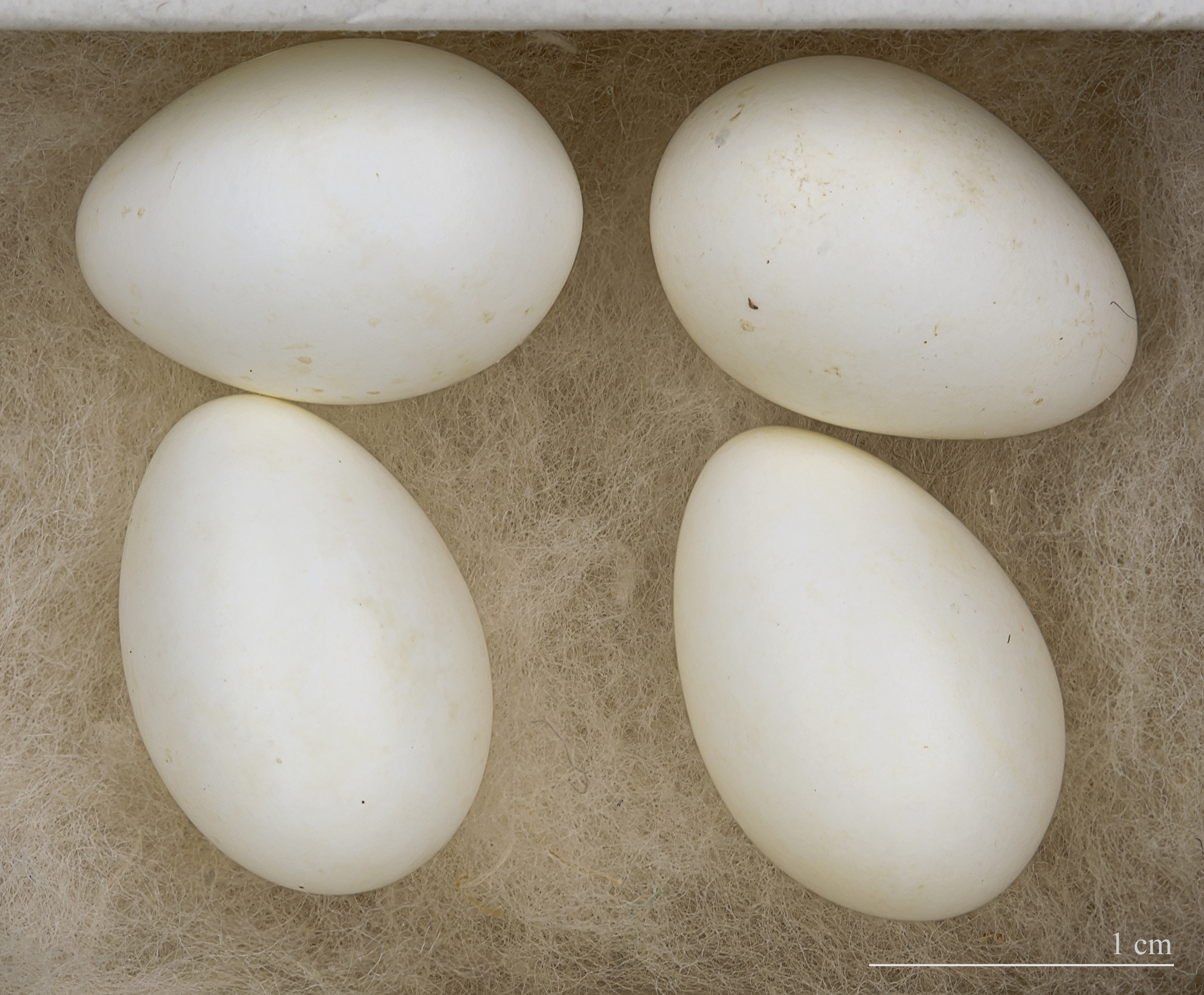
Vejce břehule říční

Po vyhrabání nory následuje stavba samotného hnízda, kterou obstarává převážně samice. Hnízdo je postaveno na konci hnízdní nory, kde se hnízdní chodba mírně rozšiřuje do tzv. kotlinky. Hnízdo je postaveno ze stébel, trav, listů a kořínku. Vystélku tvoří peří, případně srst. Břehule říční jsou značně teritoriální a svou noru vehementně brání proti jiným břehulím, které zahánějí klováním a rychlým pronásledováním. Může dojít i k fyzickým soubojům, pozorovány byly břehule zaklesnuté do sebe, jak padají k zemi. Samci jednak brání svou partnerku před ostatními samci, a jednak se sami pokouší o mimopárovou kopulaci, tzn. spářit se s jinou samicí. Podle studie ze skotské kolonie břehulí se až 14 % ptáčat narodilo jako důsledek mimopárové kopulace. Zaznamenány byly i případy, kdy samcova „milenka“ nakladla vejce do hnízda samce a jeho sociálního partnera („manželky“) nebo kdy samice nakladla vejce do jiného náhodného hnízda. Kopulace byla pozorována na zemi, na bidlu (např. na drátech vysokého napětí), na zemní stěně nebo ve vzduchu. Předpokládá se, že může probíhat i v noře.
Samice klade 3–5 čistě bílých vajec oválného tvaru o rozměrech 18×13 mm. Hmotnost vejce se pohybuje kolem 1,6 g. Inkubační doba trvá kolem 13–15 dní. Břehule začínají sedět od nakladení posledního, případně 3.–4. vejce. Sedí oba rodiče, nicméně samec sedí o něco méně než samice a nevyvíjí se mu hnízdní nažina. Ptáčata se rodí holá pouze s náznaky šedého prachu. Jejich kůže je růžová. Ke klubání dochází v průběhu dvou dní. Na noc jsou ptáčata zakryta peřím, aby zůstala v teple. Rodiče totiž nocují většinou mimo hnízdo, nicméně mohou nocovat i na hnízdě. Ptáčata jsou krmena oběma rodiči. Ve stáří kolem 10–12 dnů ptáčata začínají vybíhat k okraji nory, kde vítají rodiče při jejich návratu z lovu. K prvnímu letu ptáčat dochází ve stáří 18–19 dní.

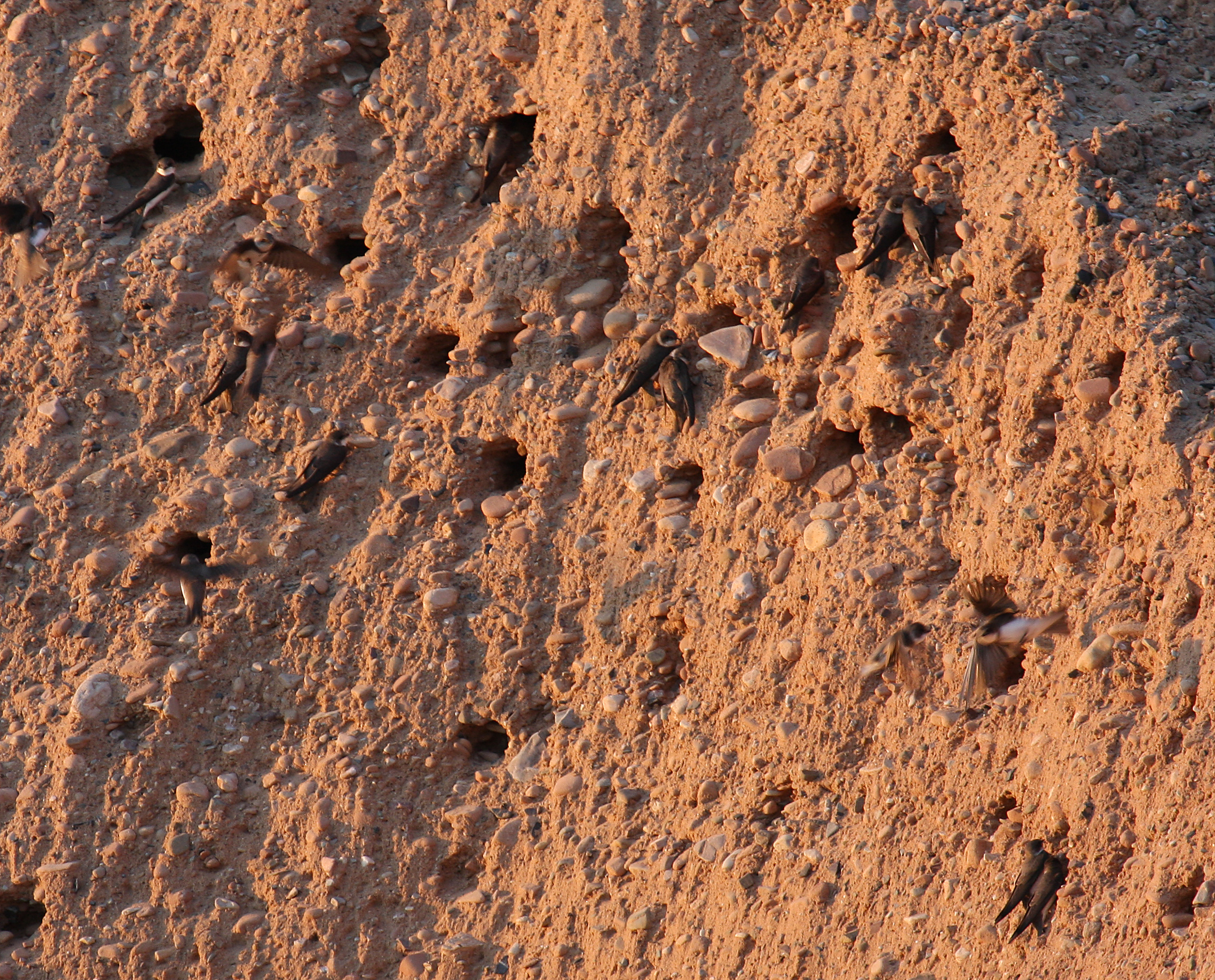
Kolonie břehulí

Po prvním letu se ptáčata navrací do své domovské nory, kde je rodiče dalších 4–5 dní nadále krmí. V tomto období je poměrně běžné, že se mláďata spletou a zaletí do sousední nory nebo jinde, a rodiče je tak musí najít. Ke komunikaci ptáčat s rodiči dochází hlasovými projevy. Experimenty bylo ukázáno, že rodiče akceptují cizí mláďata za své, pokud jsou mladší 15 dní, avšak od 16 dní dále dochází k zavrhnutí cizích mláďat. V tomto období totiž dochází ke změně vokálního projevu mláděte z obecného žebrajícího hlasu do komplexnějšího hlasu, který nese informaci o individuální identitě jedince. Břehule říční vyvádějí 1–2 snůšky ročně, přičemž druhá snůška nemusí být ve stejné noře nebo se stejným partnerem. Ke druhé snůšce dochází hlavně v teplejších oblastech nebo při selhání první snůšky.
Hnízdní úspěšnost je často poměrně vysoká a může běžně dosahovat až 70 %. V kanadském Ontariu se zaznamenaná hnízdní úspěšnost pohybovala kolem 66–75 %. Nicméně v Maďarsku na řece Tisa, kde docházelo k masivní predaci liškami, byla hnízdní úspěšnosti pouze kolem 20 %. Může se dožít až 9 let.

### Tah

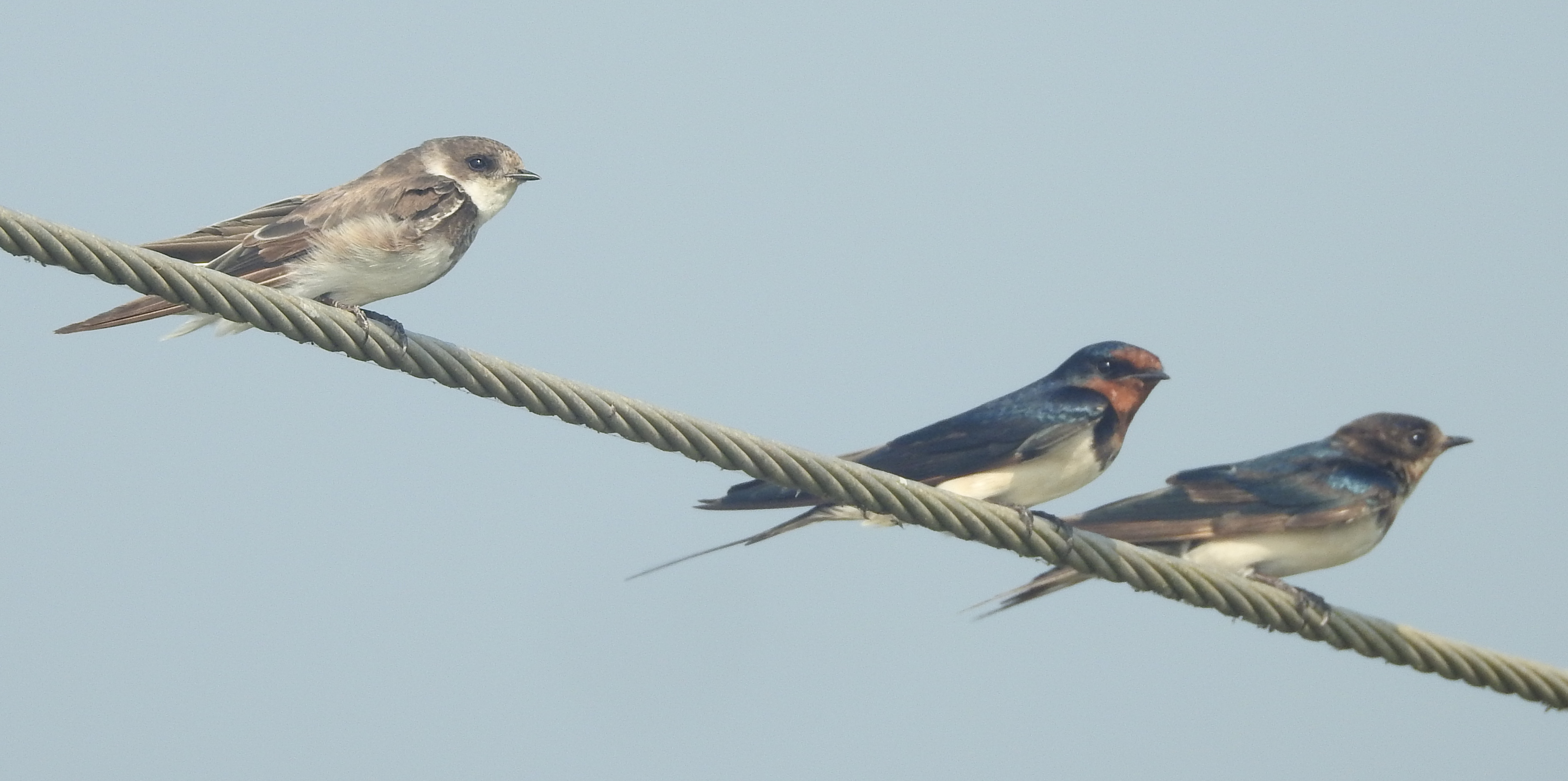
Břehule říční (vlevo) s párem vlaštovek obecných

Břehule říční je tažný druh, pouze výjimečně zimuje v místech hnízdění. Po vylétnutí z hnízda se mladí jedinci nejdříve potulují po okolí, občas navštíví i jiné kolonie břehulí říčních, než se vydají na svůj první tah. Dospělci jsou více organizovaní a po opuštění svých kolonií se vydávají rovnou na jih. Doba odletu evropské populace připadá na konec července až září. V případě pozdního zahnízdění z důvodu náhradních snůšek se evropské břehule mohou na svých hnízdištích zdržet až do počátku listopadu. V době tahu jsou břehule silně vázány na vodní toky a vádí. Táhnou v hejnech, která se občas mohou mísit s vlaštovkami obecnými. Velká smíšená hejna obou druhů byla pozorována i na afrických hnízdištích. Důležitou tahovou zastávkou evropské populace je Čadské jezero, kde v době vrcholu tahu může prolétnout i 175 tisíc břehulí za hodinu. Břehule obývají svá africká zimoviště od února do března, načež se vydávají zpět do svých hnízdišť.
Břehule říční nebývá příliš věrná své natální kolonii (místu, kde se narodila). Věrnost kolonii se pohybuje u mláďat jen kolem 35 %. U dospělých ptáků to je přibližně 12 %. Mladí jedinci tíhnou k navrácení spíše do sousední kolonie než do kolonie svého narození.

### Predátoři a parazité

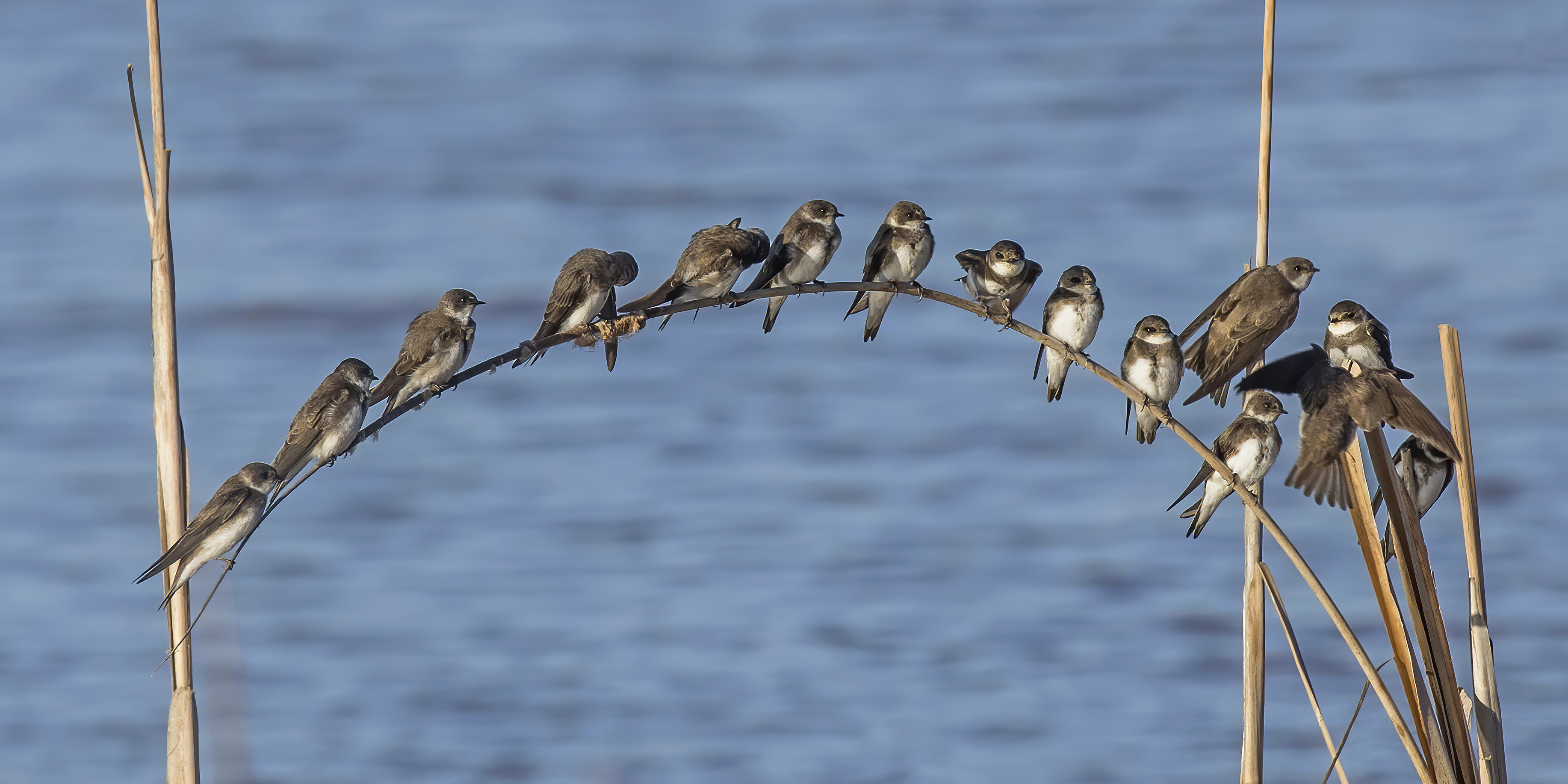
Skupina břehulí říčních (Španělsko)

Hnízdění v koloniích má sice řadu nevýhod (mj. nižší množství hnízdních příležitostí, větší kompetice o partnery, větší šance přenosu ektoparazitů), k hlavním výhodám však patří ochrana proti predátorům, kterých má břehule říční celou řadu. Predátoři jsou u kolonií břehulí často a hromadně mobbováni, což zvyšuje šance na hnízdní úspěšnost jednotlivců. Co se týče parazitů, byl pozorován pozitivní vztah mezi množstvím blech a velikostí kolonie, tzn. čím větší kolonie, tím větší množství blech v norách.
Nejvýznamnějším evropským ptačím predátorem břehulí říčních je ostříž lesní. Z pozemních predátorů to je v evropských podmínkách hlavně jezevec lesní a liška obecná. V Severní Americe ke vzdušným predátorům patří poštolka pestrá, mláďata zabíjí i racek delawarský a vlhovec nachový. K pozemním severoamerickým predátorům patří např. mýval severní, liška obecná, hadi (užovka Thamnophis radix, užovka černá aj.), kočky, skunci nebo krysy.
Kolonie břehulí bývají náchylné na velké množství ektoparazitů. K těm patří např. blechy (Ceratophyllus styx, Celsus celsus a Ceratophyllus riparius), larvy much (Protocalliphora splendida, Protocalliphora braueri, Protocalliphora hirundo, Protocalliphora metallica, Protocalliphora sialia nebo Protocalliphora chrysorrhoea), roztoči (Liponyssus sylviarum, Atricholaelaps glasgowi), hlístice (Acuaria attenuata), motolice (Plagiorchis elegans), tasemnice (Anomotaenia chelidonarie, Angularella beema, Sacciuterina parvirostris), všenky (Machaerilaemus clayae, Ricinus inexpectatus, Myrsidea dissimilis) nebo klíšťata.

### Potrava
Živí se takřka výhradě drobným létajícím nebo skákajícím hmyzem, jako jsou vosy, včely, mravenci, vážky, pošvatky, motýli a můry. Přesné složení jídelníčku je podmíněno potravní nabídkou. Např. podle jedné skotské studie tvořily většinu potravy skotských břehulí dvoukřídlí, zatímco v Rumunku to byli brouci (Coleoptera). Hmyz chytají v letu nad zemí nebo nad vodní plochou, výjimečně mohou drobnou kořist chňapnout i na zemi nebo z vodní hladiny. Krmí se solitérně nebo v hejnech, někdy velmi početných. V době hnízdění shání potravu v těsné blízkosti kolonie, typicky do 200 m, nicméně v případě nedostatku potravy může zalétat i několik kilometrů daleko.

## Ohrožení a ochrana

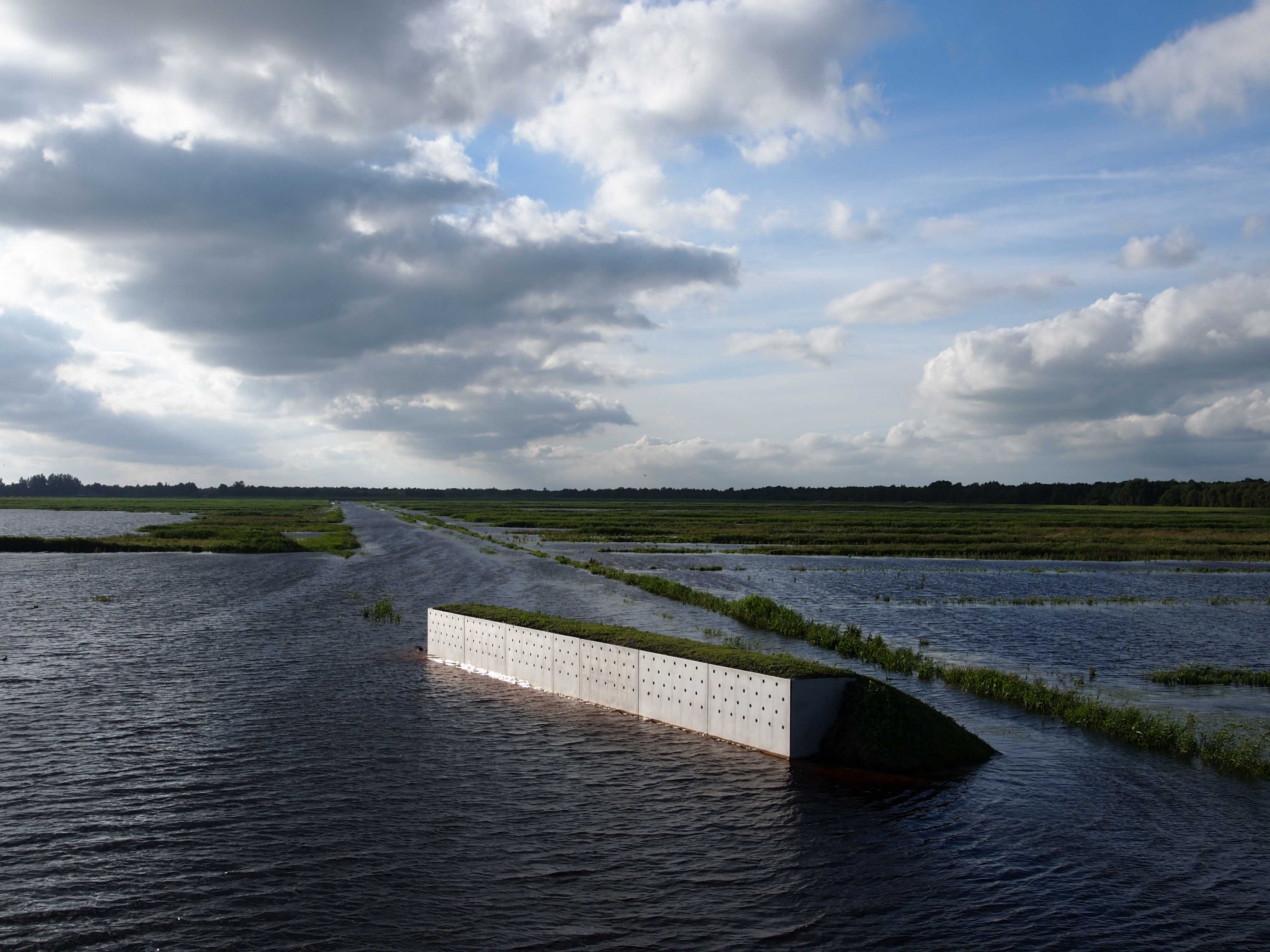
Umělá hnízdní nora pro břehule říční v nizozemském národním parku Weerribben

Mezinárodní svaz ochrany přírody (IUCN) hodnotí břehuli říční z globálního hlediska jako málo dotčený druh. Evropský populační trend je neznámý, v Severní Americe nastal v posledních desetiletích 20. století malý pokles. Z globálního hlediska patří k ohrožením druhu kultivace říčních toků, používání pesticidů, které mohou způsobit pokles početnosti hmyzu (potravy břehulí), nebo sucha v Sahelu, které v minulosti již způsobily významné populační výkyvy v západní Evropě. Celkový počet břehulí se v roce 2015 odhadoval v širokém rozptylu 10–500 milionů dospělých jedinců. Z toho na evropskou populaci připadalo 7,3–16 milionů dospělých břehulí.
V Česku patří břehule říční mezi ohrožené druhy ptáků a jsou chráněny vyhláškou 395/1992 Sb. V rámci projektu „Stabilizace populace břehulí v Jihočeském kraji“ organizace Calla od roku 2009 upravuje hnízdní stěny břehulí v jihočeských pískovnách. V pískovnách Českomoravský štěrk jsou pro břehule připraveny vhodné stěny k hnízdění. Tato společnost na ochraně břehulí spolupracuje s Českou společností ornitologickou. Vedle zlepšení způsobů těžby písku patří k metodám ochrany druhu i obnova nebo ochrana přirozených biotopů. K podpoře zahnízdění břehulí někdy dochází ke tvorbě umělých hnízdních stanovišť. Ta mohou vypadat např. jako kolmá betonová stěna s řadou otvorů, které často představuje jen vložená drenážní trubka. Takovéto stavby jsou známé mj. ze Spojeného království. Klíčové u podobných projektů je pravidelné, každoroční čištění trubek, aby nedošlo k nahromadění parazitů. Česká společnost ornitologická břehuli říční vyhlásila ptákem roku 2013.